# Sotresgudo
Sotresgudo è un comune spagnolo di 448 abitanti situato nella comunità autonoma di Castiglia e León.

## Località
Il comune comprende le località di:
- Amaya
- Barrio de San Felices
- Cañizar de Amaya
- Cuevas de Amaya
- Guadilla de Villamar
- Quintanilla de Río Fresno
- Rebolledillo de la Orden
- Salazar de Amaya
- Sotovellanos